# 大酱

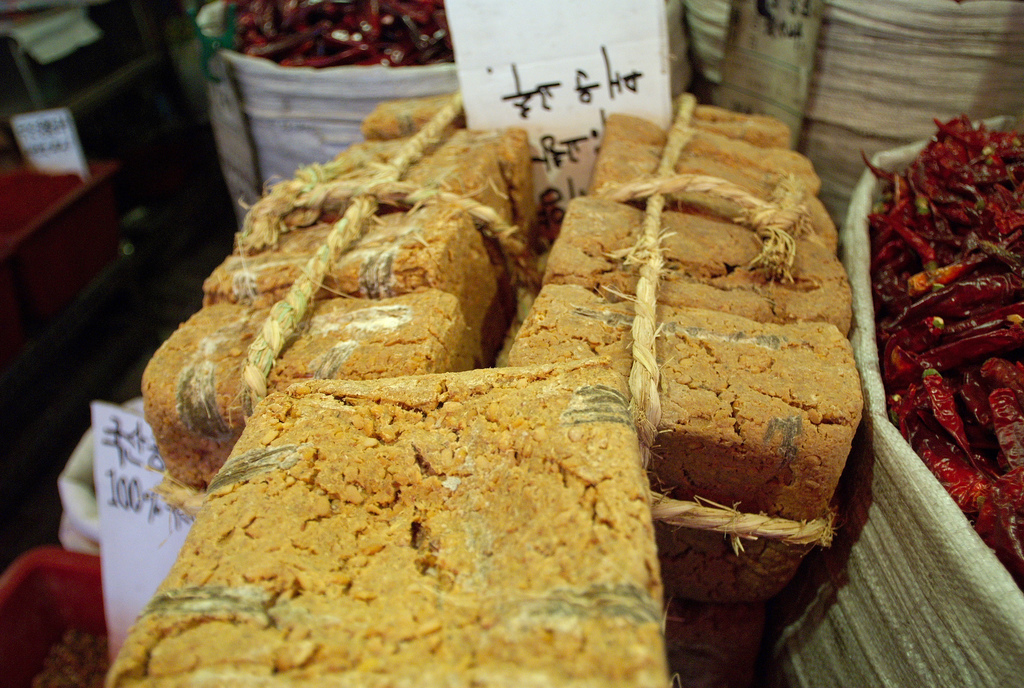
酱块

大酱（韓語：된장，羅馬化：doenjang）也稱為韓國大醬、韓式味噌醬、韓式味噌，是韩国料理裡的一種鹹味的豆製品醬料，由黃豆和其他豆類發酵製成，經常作為主要的醃漬醬料使用在大酱汤和韓國烤肉中，在大韓民國、北朝鮮和中國的朝鮮族居住地是家庭料理的常客。
有时中國境內黄酱也會被稱為大酱，但其做法和韓國大醬並不相同。